# Andrew Clinkman
Andrew Clinkman (* 1991 in Glenview, Illinois) ist ein US-amerikanischer Jazz- und Improvisationsmusiker (Gitarre, Komposition).

## Leben und Wirken
Clinkman hatte als Kind Cello- und Gitarrenunterricht. Von 2009 bis 2013 studierte er am New England Conservatory of Music, wo er den Bachelor of Music in Jazzgitarre erwarb. Seitdem arbeitet er in der Chicagoer Jazz- und Improvisationsszene, u. a. mit Tim Daisy und Ken Vandermark; außerdem gehört er der Experimental-Band Spirits Having Fun an. Unter eigenem Namen legte er ein Soloalbum vor, The Joy of Cooking (Lake Paradise Records, 2015). Des Weiteren war er (mit Ken Vandermark und Tim Daisy) Co-Kurator der Veranstaltungsreihe Option im Experimental Sound Studio in Chicago. Seit Mitte der 2010er-Jahre ist er Mitglied der Jazz-Rock-Formation Marker um Ken Vandermark. Gegenwärtig arbeitet er im Trio mit Phillip Sudderberg (Schlagzeug) und Jacob Wick (Trompete).

## Diskographische Hinweise
- Tim Daisy: October Music Vol. 2–7 Compositions for Duet (Relay, 2016)
- Ken Vandermark / Marker: Wired for Sound (Audiographic Records, 2017), mit Steve Marquette, Macie Stewart, Phil Sudderberg
- Ken Vandermark / Marker: Roadwork 1 / Roadwork 2 / Homework 1 (Audiographic Records, 2018)